# Rue de Gribeauval
La rue de Gribeauval est une voie du 7e arrondissement de Paris, en France.

## Situation et accès
La rue de Gribeauval est une voie publique située dans le 7e arrondissement de Paris. Elle débute au 2, place Saint-Thomas-d’Aquin et se termine au 43, rue du Bac.
Le quartier est desservi par la ligne 12 à la station Rue du Bac.

## Origine du nom
Elle porte le nom du général et ingénieur français Jean-Baptiste Vaquette de Gribeauval (1715-1789).

## Historique
Cet ancien passage créé vers 1680 figure sur le plan de Nicolas de Fer de 1697.
Elle formait encore en 1789, avec la rue Saint-Thomas-d'Aquin, un passage qui faisait partie du couvent des Jacobins réformés. Lors de la suppression de cette maison religieuse, ce passage fut converti en une rue que l'on nomma « rue Saint-Vincent-de-Paul ». Une décision ministérielle du 13 thermidor an XII (1er août 1804), signée Chaptal, et une ordonnance royale du 29 avril 1839, ont fixé la largeur de cette voie publique à 10 mètres.
Sa situation près du musée de l'Armée lui a fait donner par ordonnance du 28 mai 1847 le nom de « rue de Gribeauval ».
En 2022, le site du Ministère des armées est vendu à l'Institut d'études politiques de Paris, qui en fait son nouveau « campus Saint-Thomas », et s'approprie le tronçon en impasse qui partait de la place Saint-Thomas vers le sud-est.

## Bâtiments remarquables et lieux de mémoire
- No 2 bis : galerie d’art spécialisée dans la peinture du XXe siècle.